# 东观奏记
《東觀奏記》，是一部筆記體裁的史書，唐裴廷裕（一作延裕、庭裕）撰，凡三卷，成書於唐昭宗大順二年（891年）。
作者裴廷裕曾在昭宗朝擔任翰林學士，後奉昭宗之命參預編纂宣、懿、僖三朝實錄，因缺乏日曆、起居注等資料而作罷。遂改採集宣宗朝十八年間的史事，凡八十九條，依年月次序編排成書，是為《東觀奏記》。
本書所載史事，由於與作者時代較近，故具有高度史料價值，《資治通鑒》、《新唐書》等多所引用，是研究晚唐歷史的重要資料。
「東觀」原是漢代洛陽南宮的一處建築物，漢明帝時班固等人在此修史，後世便引申為修史之所；又漢代臣僚上呈皇帝的文章稱為「奏記」。此為書名由來。

## 卷次
- 上卷，凡二十九事。
- 中卷，凡二十九事。
- 下卷，凡三十一事。

## 版本情況
本書傳世版本甚多，以《稗海》、《續粵雅堂叢書》、《小石山房叢書》等叢書所收錄之版本較佳，而《藕香零拾》本有繆荃孫校勘，為公認之最佳版本。
1994年中華書局出版田廷柱校點本，收錄於《唐宋史料筆記叢刊》。